# Molodo
A Molodo (oroszul: Молодо, jakut nyelven Muolada) folyó Oroszország ázsiai részén, Jakutföldön, az Alsó-Léna bal oldali mellékfolyója.

## Földrajz
Hossza: 556 km, vízgyűjtő területe: 26 900 km², évi közepes vízhozama a torkolatnál: 175 m³/s.
Két forráság: a Bal- és a Jobb-Molodo összefolyásával keletkezik. A Közép-szibériai-fennsík északkeleti részéhez tartozó Léna–Olenyok-platón, a Buluni járáshoz tartozó területen folyik végig. A bal parton ömlik a Lénába, 413 km-re annak torkolatától.
Vízgyűjtő területének éghajlata szubarktikus, kontinentális. A folyó decembertől kezdve fenékig befagy, májusban szabadul fel a jég alól.
Jelentősebb bal oldali mellékfolyói: a Muogdaan (142 km), a Tiit-Jurege (175 km) és az Uszunku (179 km).